# Eremophila spathulata
Eremophila spathulata är en flenörtsväxtart som beskrevs av Robert Desmond David Fitzgerald. Eremophila spathulata ingår i släktet Eremophila och familjen flenörtsväxter. Inga underarter finns listade i Catalogue of Life.